# Dibutylzinndilaurat
Dibutylzinndilaurat ist eine chemische Verbindung aus der Gruppe der Laurate und zinnorganischen Verbindungen.

## Gewinnung und Darstellung
Dibutylzinndilaurat kann durch Reaktion von Dibutylzinndichlorid mit Natriumlaurat gewonnen werden.

## Eigenschaften
Dibutylzinndilaurat ist eine brennbare, schwer entzündbare, farblose Flüssigkeit mit fettsäureartigem Geruch, die praktisch unlöslich in Wasser ist. Der Flammpunkt liegt bei 149 °C, die Zündtemperatur bei >200 °C und die Selbstentzündungstemperatur bei > 400 °C.

## Verwendung
Dibutyldilaurat wird als Katalysator bei der Herstellung von Polyisocyanaten für Polyurethan-Schäume und -Lacke, Acrylsäureestern, Silikonen und Kieselsäureestern und als Stabilisator für Polyvinylchlorid verwendet.